# Micrathena kirbyi
Micrathena kirbyi är en spindelart som först beskrevs av Perty 1833.  Micrathena kirbyi ingår i släktet Micrathena och familjen hjulspindlar. Inga underarter finns listade i Catalogue of Life.